# Dvorje, Moravče
Dvorje este o localitate din comuna Moravče, Slovenia, cu o populație de 38 de locuitori.